# Tavo
Tavo är en italiensk flod som flyter genom regionen Abruzzo på östkusten. Den har sin källa i Gran Sasso, nära orten Piettratina (1560 m ö.h.), som i sin tur ligger i närheten av Monte Guardiola (1828 m) på den östra delen av platån Campa Imperatore. Floden rinner vinkelrätt mot Italiens östkust, men mynnar ut i den större floden Fiume Saline innan deras gemensamma vatten når havet.